# House of Cards (1.ª temporada)
A primeira temporada da websérie americana House of Cards estreou exclusivamente através do serviço de streaming da Netflix em 1 de fevereiro de 2013. A temporada foi produzida pela Media Rights Capital e teve como produtores executivos David Fincher, Kevin Spacey, Eric Roth, Joshua Donen, Dana Brunetti, Andrew Davies, Michael Dobbs, John Melfi, and Beau Willimon.
House of Cards foi criada por Beau Willimon. É uma adaptação da minissérie homônima da BBC de Andrew Davies, baseada no romance de Michael Dobbs. Situada na atual Washington, D.C., a série gira em torno da história de Frank Underwood (Kevin Spacey), um democrata do 5º Distrito Congressional da Carolina do Sul e líder da maioria, que, depois de ter sido preterido como Secretário de Estado, decide se vingar daqueles que o traíram. A série também conta com Robin Wright, Kate Mara e Corey Stoll nos papéis principais.

## Elenco
- Kevin Spacey como Francis J. Underwood, um congressista americano da Carolina do Sul e o líder da maioria.
- Robin Wright com Claire Underwood, esposa de Frank e diretora executiva da Clean Water Initiative, uma organização sem fins lucrativos dedicada à conscientização ambiental.
- Kate Mara como Zoe Barnes, um jovem jornalista ambiciosa que trabalha para o Washington Herald e eventual amante de Frank Underwood.
- Corey Stoll como Peter Russo, um congressista americano da Pensilvânia e eventual candidato a Governador do mesmo estado.
- Michael Kelly como Douglas "Doug" Stamper, o leal Chefe de Gabinete de Underwood.
- Kristen Connolly como Christina Gallagher, Chefe de Gabinete e namorada de Peter Russo.
- Sakina Jaffrey como Linda Vasquez, a Chefe de Gabinete da Casa Branca na administração do presidente Garrett Walker.
- Sandrine Holt como Gillian Cole, um respeitada trabalhadora da caridade e eventual empregada de Claire Underwood no CIT.
- Constance Zimmer como Janine Skorsky, uma repórter política veterana do Washington Herald e correspondente na Casa Branca.
- Michel Gill como Garrett Walker, Presidente dos Estados Unidos e ex-governador do Colorado.
- Sebastian Arcelus como Lucas Goodwin, um repórter político sênior do Washington Herald.
- Mahershala Ali como Remy Danton, um lobista da firma de advocacia Glendon Hill que representa a SanCorp, uma poderosa empresa de gás natural.
- Ben Daniels como Adam Galloway, um fotógrafo de renome mundial e ocasional amante de Claire Underwood.
- Boris McGiver como Tom Hammerschmidt, editor-chefe do Washington Herald.
- Dan Ziskie como Jim Matthews, Vice-presidente dos Estados Unidos e ex-governador da Pensilvânia.
- Jayne Atkinson como Catherine Durant, Secretária de Estado e ex-senadora do Missouri.
- Nathan Darrow como Edward Meechum, um membro da Polícia do Capitólio e ex-fuzileiro naval que serve como o novo guarda-costas de Frank e Claire Underwood.
- Elizabeth Norment como Nancy Kaufberger, secretária de Frank Underwood.
- Reg E. Cathey como Freddy Hayes, proprietário de uma churrascaria frequentada por Frank Underwood.
- Rachel Brosnahan como Rachel Posner, uma prostituta que deseja mudar de vida.
- Larry Pine como Bob Birch, Presidente da Câmara dos Representantes.
- Tawny Cypress como Carly Heath, editor-chefe do blog de notícias Slugline.
- Karl Kenzler como Charles Holburn, um senador americano, amigo do Underwoods e marido de Felicity Holburn.
- Francie Swift como Felicity Holburn, uma amiga dos Underwoods e esposa de Charles Holburn.
- Chance Kelly como Steve, guarda-costas e motorista de Frank Underwood.
- Al Sapienza como Marty Spinella, o lobista chefe do Sindicato dos Professores Associados.
- Kathleen Chalfant como Margaret Tilden, dona do Washington Herald.
- Chuck Cooper como Barney Hull, chefe do Departamento de Polícia Metropolitana do Distrito de Columbia (MPDC).
- Wass Stevens como Paul Capra, um funcionário sênior de um sindicato do sul da Filadélfia e amigo de Peter Russo.
- Gerald McRaney como Raymond Tusk, um empresário bilionário com participações no campo da energia nuclear.
- Reed Birney as Donald Blythe, um respeitado e antigo congressista que tem muitos anos de experiência em educação.
- Kevin Kilner como Michael Kern, uma senadora do Colorado e candidata para o cargo de Secretária de Estado.
- Maryann Plunkett como Evelyn Baxter, sócia de Claire Underwood e ex-gerente de escritório da CIW.
- Michael Siberry como David Rasmussen, líder da maioria.
- Kenneth Tigar como Walter Doyle, sócio de Frank Underwood.
- David Andrews como Tim Corbett, ex-amigo de Frank Underwood que é dono de uma empresa de rafting.
- Phyllis Somerville como Mrs. Russo, mãe de Peter Russo.
- Michael Warner como Oliver Spence, advogado de Claire Underwood.

## Episódios
| Ep. Série | Ep. Temporada | Título Original | Dirigido por      | Escrito por                             | Data de exibição original | Código de produção |
| --- | ------------- | --------------- | ----------------- | --------------------------------------- | ------------------------- | ------------------ |
| 1 | 1             | "Chapter 1"     | David Fincher     | Beau Willimon                           | 1 de fevereiro de 2013    | HOC-101            |
| Francis "Frank" Underwood é um congressista democrata ambicioso e líder da maioria. Frank ajudou a garantir a eleição de Garrett Walker como presidente dos Estados Unidos, que prometeu nomeá-lo como Secretário de Estado. No entanto, antes de Garrett ser empossado, Linda Vasquez, a chefe de gabinete, anuncia que Walker irá nomear o senador Michael Kern. Linda informa a Frank que o governo irá precisar de ajuda dentro da Câmara dos Deputados, começando pela elaboração de um projeto para reforma educacional com o deputado Donald Blythe. Furioso com a traição do presidente, Frank e sua esposa Claire fazem um pacto para destruir Walker, começando com Kern. Frank começa a procurar peões em sua guerra contra Walker. Quando o congressista Peter Russo, que tem uma história de abuso de drogas e álcool, é preso por dirigir bêbado com Rachel Posner, uma prostituta, no carro com ele, Frank se oferece para resolver a situação em troca de sua lealdade, encobrindo o incidente subornando o comissário de polícia. Frank também encontra Zoe Barnes, uma jovem repórter política do jornal Washington Herald. Os dois chegam a um acordo em que Frank vazará informações privilegiadas para incriminar seus oponentes políticos, enquanto Zoe alavanca sua carreira com as publicações. Frank vaza uma cópia do rascunho do projeto de Donald Blythe, que propõe aumentos maciços no controle governamental na educação, causando rapidamente um escândalo no primeiro dia após a posse presidencial. |               |                 |                   |                                         |                           |                    |
| 2 | 2             | "Chapter 2"     | David Fincher     | Beau Willimon                           | 1 de fevereiro de 2013    | HOC-102            |
| 3 | 3             | "Chapter 3"     | James Foley       | Keith Huff e Beau Willimon              | 1 de fevereiro de 2013    | HOC-103            |
| 4 | 4             | "Chapter 4"     | James Foley       | Rick Cleveland e Beau Willimon          | 1 de fevereiro de 2013    | HOC-104            |
| 5 | 5             | "Chapter 5"     | Joel Schumacher   | Sarah Treem                             | 1 de fevereiro de 2013    | HOC-105            |
| 6 | 6             | "Chapter 6"     | Joel Schumacher   | Sam Forman                              | 1 de fevereiro de 2013    | HOC-106            |
| 7 | 7             | "Chapter 7"     | Charles McDougall | Kate Barnow e Beau Willimon             | 1 de fevereiro de 2013    | HOC-107            |
| 8 | 8             | "Chapter 8"     | Charles McDougall | Beau Willimon                           | 1 de fevereiro de 2013    | HOC-108            |
| 9 | 9             | "Chapter 9"     | James Foley       | Beau Willimon e Rick Cleveland          | 1 de fevereiro de 2013    | HOC-109            |
| 10 | 10            | "Chapter 10"    | Carl Franklin     | Sarah Treem                             | 1 de fevereiro de 2013    | HOC-110            |
| 11 | 11            | "Chapter 11"    | Carl Franklin     | Keith Huff, Kate Barnow e Beau Willimon | 1 de fevereiro de 2013    | HOC-111            |
| 12 | 12            | "Chapter 12"    | Allen Coulter     | Gina Gionfriddo e Beau Willimon         | 1 de fevereiro de 2013    | HOC-112            |
| 13 | 13            | "Chapter 13"    | Allen Coulter     | Beau Willimon                           | 1 de fevereiro de 2013    | HOC-113            |

## Recepção

### Resposta da crítica
A primeira temporada recebeu críticas positivas. No Metacritic, a temporada recebeu uma pontuação média ponderada de 76 em 100 com base em 25 críticas, o que se traduz em "recepção geralmente positiva". No Rotten Tomatoes, a temporada recebeu uma pontuação de 85% com uma classificação média de 8.2 de 10 com base em 39 avaliações; O consenso do site diz: "Fortalecido por performances fortes - especialmente de Kevin Spacey - e pela direção infalível, 'House of Cards' é um drama habilidoso e envolvente que pode redefinir a forma de produzir na televisão". O crítico do USA Today, Robert Bianco, elogiou a série, particularmente as performances de Spacey e Wright, afirmando que "se você acha que os executivos da rede estão nervosos, imagine os atores que têm que enfrentar essa dupla no Emmy". Tom Gilatto, do People Weekly, elogiou os dois primeiros episódios, chamando-os de "cinematograficamente ricos, cheios de piscinas oleosas e escuras de escuridão". Em sua resenha para o The Denver Post, Joanne Ostrow disse que a série é "profundamente cínica sobre os seres humanos, bem como sobre a política e quase alegre em sua representação da ambição ilimitada".

### Prêmios e indicações
| Ano  | Prêmio                            | Categoria                                                                                 | Nomeado(s) | Resultado |
| ---- | --------------------------------- | ----------------------------------------------------------------------------------------- | --- | --------- |
| 2013 | Emmy                              | Emmy do Primetime de melhor série de drama                                                | House of Cards | Indicado  |
| 2013 | Emmy                              | Emmy do Primetime de melhor ator em série dramática                                       | Kevin Spacey como Frank Underwood (Episódio: "Chapter 1") (Netflix)                                                        | Indicado  |
| 2013 | Emmy                              | Emmy do Primetime de melhor atriz em série dramática                                      | Robin Wright como Claire Underwood (Episódio: "Chapter 10") (Netflix)                                                      | Indicado  |
| 2013 | Emmy                              | Emmy do Primetime de melhor direção em série de drama                                     | David Fincher (Netflix) pelo episódio "Chapter 1" de House of Cards                                                        | Venceu    |
| 2013 | Emmy                              | Emmy do Primetime de Melhor Elenco de Série de Drama                                      | House of Cards (Netflix)                                                                                                   | Venceu    |
| 2013 | Emmy                              | Emmy do Primetime de Cinematografia em Destaque para uma Série de Câmera Única (Uma Hora) | House of Cards (Netflix)                                                                                                   | Venceu    |
| 2013 | Emmy                              | Emmy do Primetime de Melhor Composição Musical Para uma Série                             | Jeff Beal por House of Cards (Episódio: "Chapter 1") (Netflix)                                                             | Indicado  |
| 2013 | Emmy                              | Emmy do Primetime de Melhor Tema Original de Título Principal                             | Jeff Beal por House of Cards                                                                                               | Indicado  |
| 2013 | Emmy                              | Emmy do Primetime para Melhor Edição de Imagem de Câmera Única para uma Série Dramática   | House of Cards (Episódio: "Chapter 1") (Netflix)                                                                           | Indicado  |
| 2013 | Critics' Choice Television Award  | Melhor Ator em Série de Drama                                                             | Kevin Spacey como Frank Underwood                                                                                          | Indicado  |
| 2013 | Critics' Choice Television Award  | Melhor Ator Coadjuvante em Série de Drama                                                 | Corey Stoll como Peter Russo                                                                                               | Indicado  |
| 2013 | TCA Awards                        | Programa do Ano                                                                           | House of Cards | Indicado  |
| 2013 | TCA Awards                        | Melhor Série - Revelação                                                                  | House of Cards | Indicado  |
| 2013 | Prêmio Peabody                    | Área de Excelência                                                                        | House of Cards | Venceu    |
| 2014 | Globo de Ouro                     | Melhor Série Dramática                                                                    | House of Cards | Indicado  |
| 2014 | Globo de Ouro                     | Melhor Ator em Série Dramática                                                            | Kevin Spacey – Frank Underwood                                                                                             | Indicado  |
| 2014 | Globo de Ouro                     | Melhor Atriz em Série Dramática                                                           | Robin Wright – Claire Underwood                                                                                            | Venceu    |
| 2014 | Globo de Ouro                     | Melhor Ator Coadjuvante em Televisão                                                      | Corey Stoll como Peter Russo                                                                                               | Indicado  |
| 2014 | Satellite Awards                  | Melhor Série de Drama                                                                     | House of Cards – Netflix                                                                                                   | Indicado  |
| 2014 | Satellite Awards                  | Melhor Ator em Série de Drama                                                             | Kevin Spacey como Frank Underwood                                                                                          | Indicado  |
| 2014 | Satellite Awards                  | Melhor Atriz em Série de Drama                                                            | Robin Wright como Claire Underwood                                                                                         | Venceu    |
| 2014 | Satellite Awards                  | Melhor Ator Coadjuvante - Série, Minissérie or Filme para Televisão                       | Corey Stoll como Peter Russo                                                                                               | Indicado  |
| 2014 | Writers Guild of America Award    | Série de Drama                                                                            | House of Cards | Indicado  |
| 2014 | Writers Guild of America Award    | Nova Série                                                                                | House of Cards — Kate Barnow, Rick Cleveland, Sam Forman, Gina Gionfriddo, Keith Huff, Sarah Treem, Beau Willimon; Netflix | Venceu    |
| 2014 | Writers Guild of America Award    | Episódio de Drama                                                                         | "Chapter 1" (House of Cards) — Beau Willimon; Netflix                                                                      | Indicado  |
| 2014 | BAFTA Television Award            | Melhor Programa Internacional                                                             | House of Cards | Indicado  |
| 2014 | People's Choice Awards            | Melhor Série de Streaming                                                                 | House of Cards | Indicado  |
| 2014 | Screen Actors Guild               | Melhor Ator em série dramática                                                            | Kevin Spacey – como Francis Underwood                                                                                      | Indicado  |
| 2014 | Producers Guild of America Award  | Prêmio Norman Felton de Melhor Produtor de Episódio de Televisão, Drama                   | House of Cards | Indicado  |
| 2014 | Directors Guild of America Awards | Série de Drama                                                                            | David Fincher – House of Cards pelo "Chapter 1"                                                                            | Indicado  |

## Lançamento em outras mídias
A primeira temporada foi lançada em DVD e Blu-ray na região 1 em 11 de junho de 2013, na região 2 em 10 de junho de 2013 e na região 4 em 27 de junho de 2013.
Os comentários do diretor para todos os episódios da primeira temporada estreou na Netflix em 3 de janeiro de 2014. Eles não haviam sido incluídos no lançamento em DVD e Blu-ray.